# عنوان (نشر)
عنوان یک کتاب یا هر متن منتشرشده یا اثر هنری، نامی است که مؤلف یا تهیه‌کننده برای آن اثر برمی‌گزیند. نام می‌تواند برای ارجاع به اثر، مشخص کردن بافت یا ارائه خلاصه‌ای از آن به کار رود.